# HD 155103
HD 155103 (c Herculis) é uma estrela na direção da Hercules. Possui uma ascensão reta de 17h 08m 02.08s e uma declinação de +35° 56′ 06.8″. Sua magnitude aparente é igual a 5.41. Considerando sua distância de 176 anos-luz em relação à Terra, sua magnitude absoluta é igual a 1.75. Pertence à classe espectral A5m.